# Eduardo Rothschild
Eduardo Rothschild (ur. ? – zm. ?) – argentyński piłkarz, grający podczas kariery na pozycji napastnika.

## Kariera klubowa
Eduardo Rothschild podczas piłkarskiej kariery występował w klubie San Isidro Buenos Aires.

## Kariera reprezentacyjna
W reprezentacji Argentyny Rothschild zadebiutował 15 sierpnia 1909 w wygranym 2-1 meczu z Urugwajem, którego stawką była Copa Lipton. Ostatni raz w reprezentacji wystąpił 27 listopada 1910 w przegranym 2-5 meczu z Urugwajem, którego stawką była Gran Premio de Honor Argentino. Ogółem w barwach albicelestes rozegrał 3 mecze.
| Mecze i gole w reprezentacji | Mecze i gole w reprezentacji | Mecze i gole w reprezentacji | Mecze i gole w reprezentacji | Mecze i gole w reprezentacji | Mecze i gole w reprezentacji | Mecze i gole w reprezentacji |
| #                            | Data                         | Miasto                       | Przeciwnik                   | Gol                          | Wynik                        | Rozgrywki                    |
| ---------------------------- | ---------------------------- | ---------------------------- | ---------------------------- | ---------------------------- | ---------------------------- | ---------------------------- |
| 1.                           | 15.08.1909                   | Buenos Aires                 | Urugwaj                      |                              | 2:1                          | Copa Lipton                  |
| 2.                           | 13.11.1910                   | Buenos Aires                 | Urugwaj                      |                              | 1:1                          | Gran Premio Argentino        |
| 3.                           | 27.11.1910                   | Buenos Aires                 | Urugwaj                      |                              | 2:5                          | Gran Premio Argentino        |